# Пам'ятки історії Буринського району
У Буринському районі Сумської області на обліку перебуває 48 пам'яток історії.
| №  | Назва | Охоронний номер | Місце                                                           |
| -- | --- | --------------- | --------------------------------------------------------------- |
| 1  | Група братських (2) могил борців за встановлення радянської влади та радянських воїнів                                      | 168             | м. Буринь, біля залізничної станції                             |
| 2  | Братська могила радянських воїнів                                                                                           | 166             | м. Буринь, вул. Піонерська                                      |
| 3  | Братська могила жертв фашизму                                                                                               | 167             | м. Буринь, територія насіннєвого заводу                         |
| 4  | Братська могила жертв фашизму                                                                                               | 1407            | м. Буринь, вул. Чехова                                          |
| 5  | Могила Олихненка А. О., який загинув у Афганістані                                                                          |                 | м. Буринь, кладовище                                            |
| 6  | Цукровий завод № 17 Товариства Курських цукрових і рафінадних заводів                                                       |                 | м. Буринь, вул. Садова, 4, 5                                    |
| 7  | Братська могила радянських воїнів та пам'ятник воїнам-землякам                                                              | 170             | с. Біжівка, центр сільради, біля школи                          |
| 8  | Братська могила радянських воїнів                                                                                           | 171             | с. Бошівка, Миколаївська сільрада, біля клубу                   |
| 9  | Братська могила радянських воїнів, партизанів та пам'ятник воїнам-землякам                                                  | 169             | с. Бурики, центр сільради, біля школи                           |
| 10 | Братська могила радянських воїнів та пам'ятник воїнам-землякам                                                              | 174             | с. Верхня Сагарівка, центр сільради, центр села                 |
| 11 | Братська могила радянських воїнів                                                                                           | 172             | с. Вознесенка, центр сільради, центр села                       |
| 12 | Братська могила радянських воїнів                                                                                           | 173             | с. Воскресенське, центр сільради, центр села                    |
| 13 | Братська могила радянських воїнів та пам'ятник воїнам-землякам                                                              | 175             | с. Гвинтове, центр сільради, центр села                         |
| 14 | Братська могила жертв фашизму                                                                                               | 1799            | с. Гвинтове, центр сільради, біля теплиці                       |
| 15 | Могила Аникиєнка Є. В., який загинув у Афганістані                                                                          |                 | с. Дич, Червонослобідська сільрада, кладовище                   |
| 16 | Братська могила червоноармійців, учасників громадянської війни                                                              | 1409            | с. Дяківка, центр сільради, біля залізничної станції            |
| 17 | Братська могила радянських воїнів                                                                                           | 176             | с. Дяківка, центр сільради, центр села                          |
| 18 | Братська могила радянських воїнів та пам'ятник воїнам-землякам                                                              | 178             | с. Жуківка, центр сільради, центр села                          |
| 19 | Братська могила радянських воїнів та пам'ятник воїнам-землякам                                                              | 179             | с. Клепали, центр сільради, центр села                          |
| 20 | Братська могила радянських воїнів                                                                                           |                 | с. Коновалове, Гвинтівська сільрада, кладовище                  |
| 21 | Могила радянського воїна | 1797            | с-ще Кошарське, Дяківська сільрада, кладовище                   |
| 22 | Братська могила радянських воїнів та пам'ятник воїнам-землякам                                                              | 180             | с. Миколаївка, центр сільради, центр села                       |
| 23 | Братська могила радянських воїнів                                                                                           | 181             | с. Михайлівка, центр сільради, центр села                       |
| 24 | Група братських могил радянських воїнів                                                                                     | 182             | с. Нечаївка, Гвинтівська сільрада, центр                        |
| 25 | Братська могила радянських воїнів                                                                                           |                 | с. Нижня Сагарівка, Суховерхівська сільрада, околиця села       |
| 26 | Братська могила радянських воїнів                                                                                           | 183             | с. Нова Олександрівка, Михайлівська сільрада, кладовище         |
| 27 | Могила Гасевського М. І., який загинув у Афганістані                                                                        |                 | с. Новий Мир, Пісківська сільрада, кладовище                    |
| 28 | Група могил: братська могила радянських воїнів та могила Прасолова І. В. — Героя Радянського Союзу                          | 184             | с. Олександрівка, центр сільради, центр села                    |
| 29 | Братська могила радянських воїнів та пам'ятник воїнам-землякам                                                              | 185             | с. Піски, центр сільради, центр села                            |
| 30 | Братська могила радянських воїнів та пам'ятник воїнам-землякам                                                              | 188             | с. Романчукове, Буриківська сільрада, центр                     |
| 31 | Братська могила радянських воїнів та пам'ятник воїнам-землякам                                                              | 193             | с. Слобода, центр сільради, центр села                          |
| 32 | Братська могила радянських воїнів                                                                                           | 191             | с. Слобода, центр сільради, парк Першотравневого цукрокомбінату |
| 33 | Група братських могил радянських воїнів                                                                                     | 186             | с. Слобода, центр сільради, біля залізничної станції Путейська  |
| 34 | Могила радянського воїна |                 | с. Слобода, центр сільради, кладовище                           |
| 35 | Могила Солдатенка О. М., який загинув у Афганістані                                                                         |                 | с. Слобода, центр сільради, кладовище                           |
| 36 | Миколаївський цукровий завод спадкоємців Курдюмова І. С.                                                                    |                 | с. Слобода, центр сільради, вул. 40 років Жовтня                |
| 37 | Братська могила радянських воїнів, серед яких похований Глушко М. П. — Герой Радянського Союзу та пам'ятник воїнам-землякам | 192             | с. Сніжки, центр сільради, центр села                           |
| 38 | Братська могила радянських воїнів                                                                                           | 189             | с. Степанівка, центр сільради, центр села                       |
| 39 | Братська могила радянських воїнів та пам'ятник воїнам-землякам                                                              | 190             | с. Суховерхівка, центр сільради, центр села                     |
| 40 | Братська могила радянських воїнів                                                                                           | 195             | с. Тимофіївка, Жуківська сільрада, центр села                   |
| 41 | Могила Голосного І. Г., який загинув у Афганістані                                                                          |                 | с. Тимофіївка, Жуківська сільрада, кладовище                    |
| 42 | Братська могила радянських воїнів                                                                                           | 196             | с Успенка, центр сільради, центр села                           |
| 43 | Братська могила радянських воїнів та пам'ятник воїнам-землякам                                                              | 197             | с. Харченки, Хустянська сільрада, центр села                    |
| 44 | Братська могила радянських воїнів                                                                                           | 198             | с. Хустянка, центр сільради, центр села                         |
| 45 | Група братських (6) могил радянських воїнів та пам'ятник воїнам-землякам                                                    | 201             | с. Червона Слобода, центр сільради, центр села                  |
| 46 | Братська могила радянських воїнів та пам'ятник воїнам-землякам                                                              | 199             | с. Черепівка, центр сільради, центр села                        |
| 47 | Братська могила радянських воїнів та пам'ятник воїнам-землякам                                                              | 200             | с. Чернеча Слобода, центр сільради, центр села                  |
| 48 | Могила Наумця П. В. — радянського воїна                                                                                     |                 | с. Ярове, Хустянська сільрада, кладовище                        |
|    | |                 |                                                                 |